# 제바스티안 뮌스터

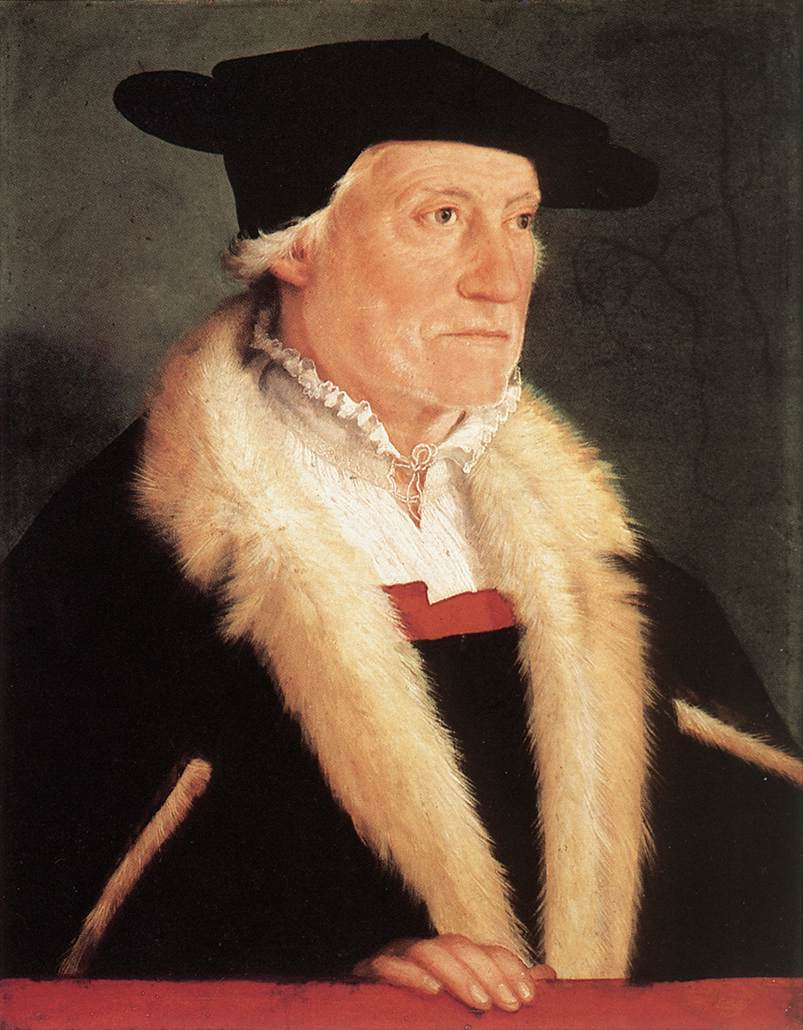
제바스티안 뮌스터의 초상화

제바스티안 뮌스터(독일어: Sebastian Münster, 1488년 1월 20일 ~ 1552년 5월 26일)는 독일의 지도학자이자 천지학자, 기독교 히브리어학자이다. 그의 코스모그라피아는 세계를 묘사한 독일의 초기 작품 중 하나이다.